# تلمبه هاشم‌آباد دو
تلمبه هاشم‌آباد دو، یک آبادی از توابع بخش راین، شهرستان کرمان در استان کرمان ایران است.

## جمعیت
این آبادی در دهستان راین قرار دارد و براساس سرشماری مرکز آمار ایران در سال ۱۳۹۵، جمعیت آن ۴۲ نفر (۱۱ خانوار) بوده‌است.